# Staatsoper Stuttgart
Le Staatsoper Stuttgart, aujourd'hui nommé officiellement Oper Stuttgart, est l'opéra de la ville de Stuttgart. Il fait partie (avec le Stuttgarter Ballett et la troupe de théâtre du Schauspiel Stuttgart) des Théâtres nationaux de Wurtemberg. Il est financé à parts égales par le Land de Bade-Wurtemberg et par la ville de Stuttgart.
Il joue principalement dans une salle construite à Stuttgart en 1912 par Max Littmann dans le parc du château de Stuttgart, à proximité de la gare et du centre-ville. Actuellement dénommée Opernhaus, cette salle comptant 1 404 places avait été construite en même temps qu'une salle plus petite qui a été détruite lors des bombardements alliés pendant la Seconde Guerre mondiale : c'est dans cette petite salle qu'a eu lieu en 1912 la création de l'opéra de Richard Strauss Ariane à Naxos. Il est classé monument historique depuis 1924.
L'Opéra de Stuttgart a une réputation internationale pour l'audace de ses mises en scène et de son choix de répertoire : il a pour cela reçu le prix de l'opéra de l'année décerné par la revue Operwelt en 1994, 1998, 1999, 2000, 2002 et 2006, et de nombreux spectacles ont été diffusés à la télévision et en DVD. Il accueille environ 230 000 spectateurs par an et compte environ 16 000 abonnés. 
L'opéra a été associé aux metteurs en scène Wieland Wagner et Günther Rennert ; le chef d'orchestre Carlos Kleiber y a été adjoint du directeur musical entre 1966 et 1972. L'Opéra est dirigé par le metteur en scène Jossi Wieler de 2011 à 2018, puis par Viktor Schoner à partir de la saison 2018/2019. 

## Directeurs généraux de la musique

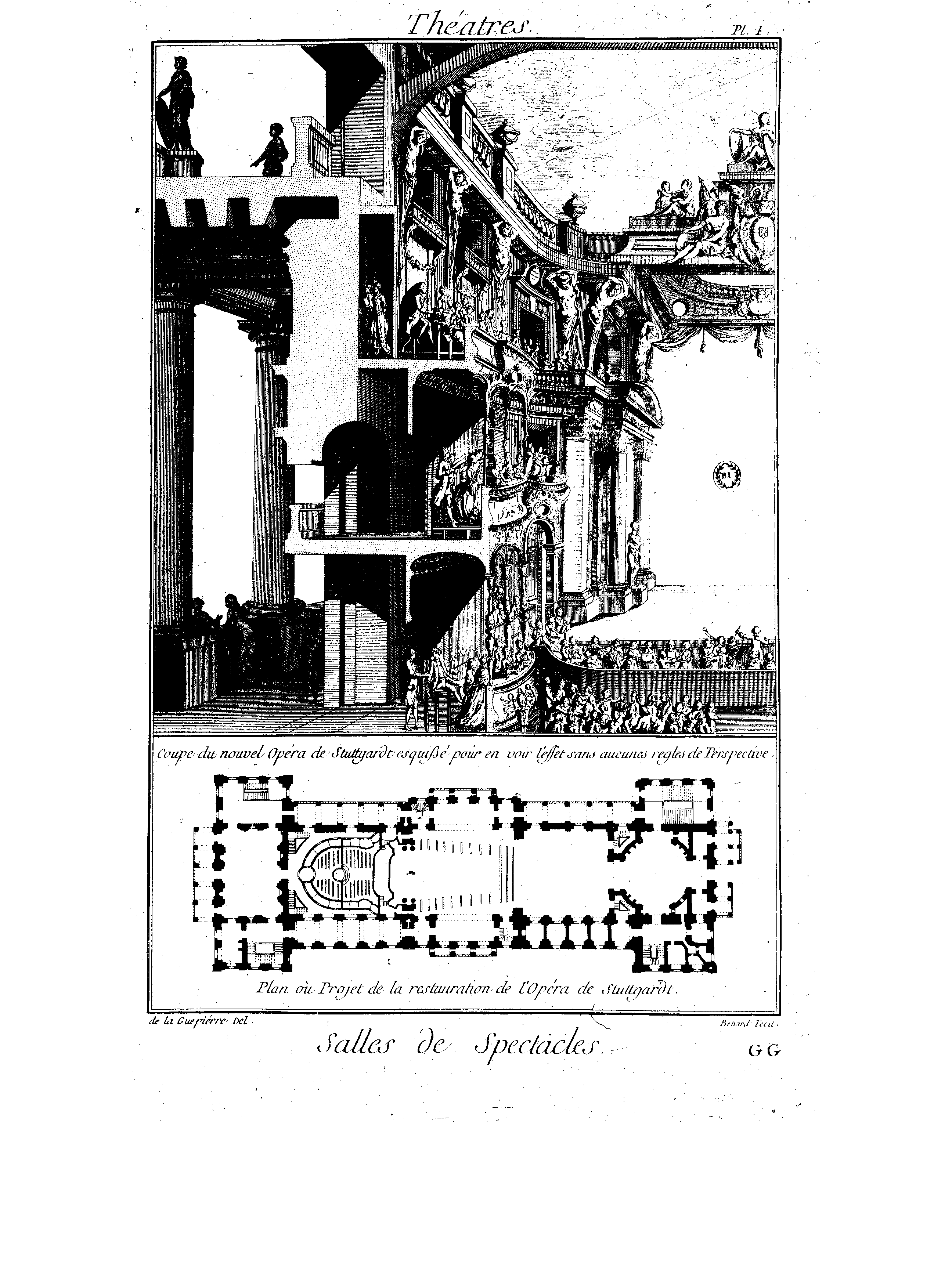
Robert Bénard, Projet de restauration de l'Opéra de Stuttgart, gravure pour L'Encyclopédie de Diderot et d'Alembert

L'Opéra de Stuttgart possède son propre orchestre, dénommé Staatsorchester Stuttgart, qui organise également une saison de concerts symphoniques.
- Max von Schillings (1908-1918)
- Fritz Busch (1918-1922)
- Carl Leonhardt (1922-1937)
- Herbert Albert (1937-1944)
- Philipp Wüst (1944-1945)
- Bertil Wetzsberger (1946-1949)
- Ferdinand Leitner (1949-1969)
- Václav Neumann (1970-1973)
- Silvio Varviso (1972-1980)
- Dennis Russell Davies (1980-1987)
- Luis Garcia Navarro (1987-1991)
- Gabriele Ferro (1992-1997)
- Lothar Zagrosek (1997-2006)
- Manfred Honeck (2007-2011)
- Sylvain Cambreling (2012-2018)
- Cornelius Meister (2018-2026)
- Nicholas Carter (en) (2026-)

## Créations
- Gillet på Solhaug de Wilhelm Stenhammar (1899)
- Ariane à Naxos de Richard Strauss (1912)
- Eine florentinische Tragödie de Zemlinsky (1917)
- Mörde, Hoffnung der Frauen de Paul Hindemith (1921)
- Die Bernauerin de Carl Orff (1947)
- Die Zaubergeige de Werner Egk (1954)
- Der Revisor de Werner Egk (1957)
- Osud de Leoš Janáček (1958)
- Rondeau de György Ligeti (1977)
- Akhnaten de Philip Glass (1984)
- La chatte anglaise de Hans Werner Henze (1983)